# 日郵飛鳥級貨櫃船
日郵飛鳥級貨櫃船（英文：Bird-class container ship）是日本海洋聯合為日本郵船（現為海洋網聯船務）建造的貨櫃船系列。最大載櫃量分別為14,026和14,052個20呎標準貨櫃，船隻在2016年至2019年間投入服務。

## 歷史
2013年年末，日本郵船開始大力擴展運力，計劃建造最多10艘1.4萬TEU新巴拿馬型貨櫃船，訂單可能交由今治造船和日本海洋聯合負責，預計在2016年開始投入服務。2014年4月14日，日本郵船決定向日本海洋聯合訂造8艘1.4萬TEU貨櫃船，船隻採用一般新巴拿馬型貨櫃船的雙島型設計，造價約為每艘1.16億美元。
飛鳥級的一號船日郵冠藍鴉號在2015年5月30日正式動工，同年9月25日下水，12月18日於伊予灘一帶進行海上公試，在2016年2月22日正式交付
。2月27日，日郵冠藍鴉號首航寧波港，並開始執航於由G6聯盟營辦，來往亞洲及北歐的LP4航線。2016年3月，日本郵船追加5艘1.4萬TEU貨櫃船
。2019年，最後一艘飛鳥級貨櫃船海聯天鵝號成功交付，標誌著十五艘鳥級貨櫃船全數投入服務。

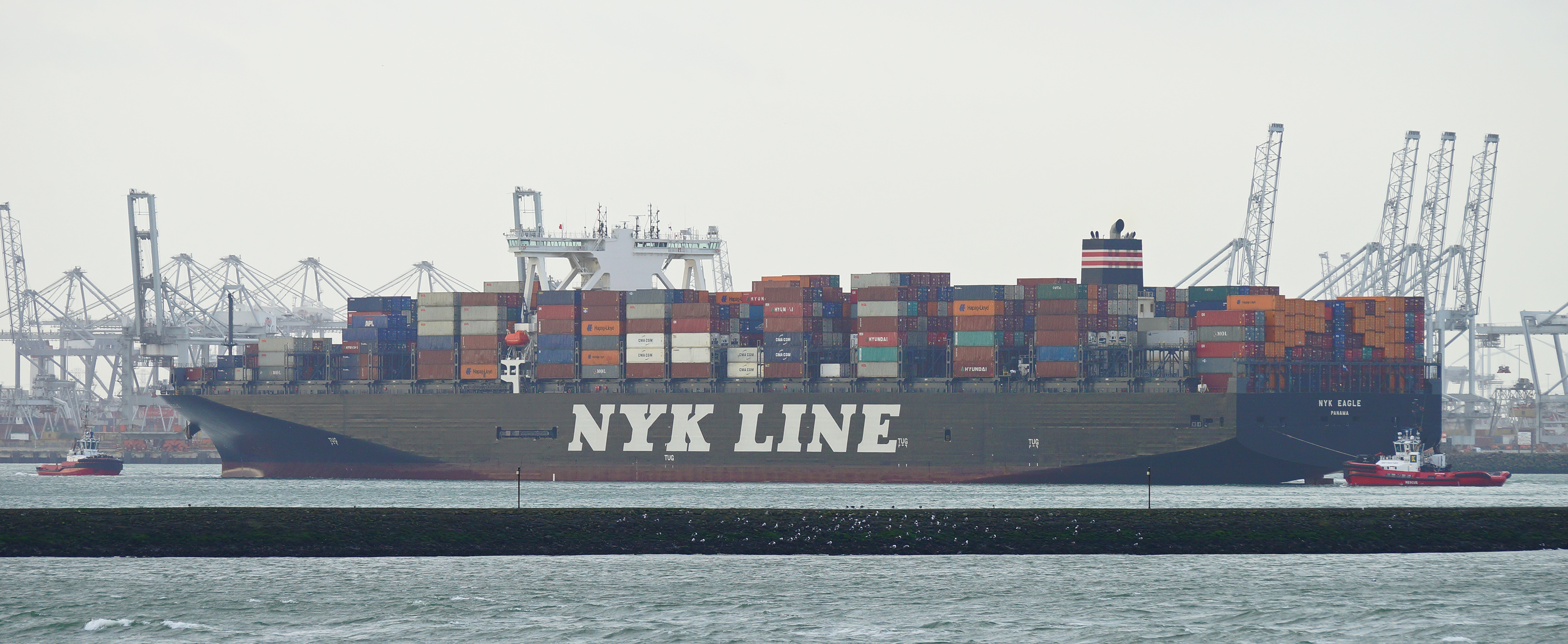
舊塗裝

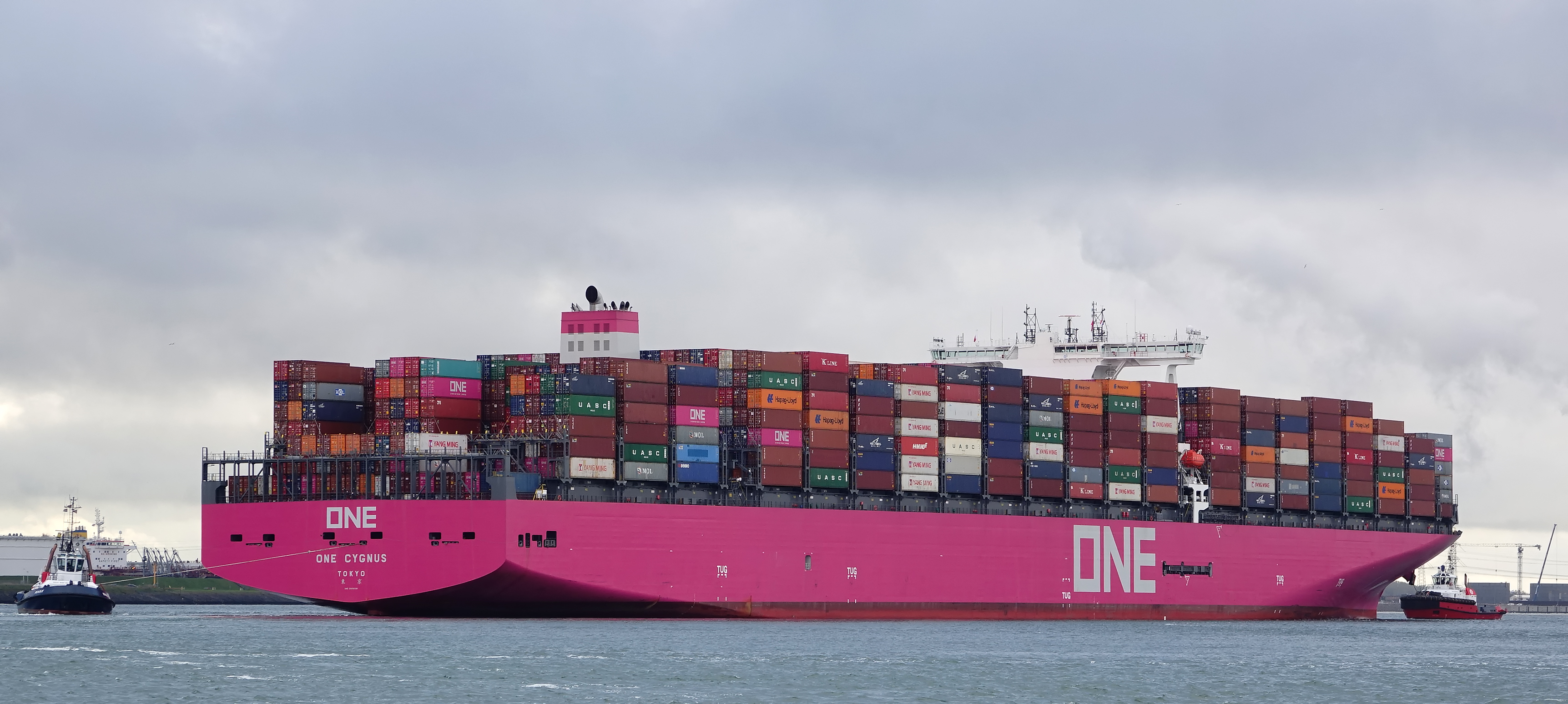
新塗裝

2017年，隨著日本海運業社川崎汽船、商船三井和日本郵船合併成海洋網聯船務，9艘原本以黑色配上白色日本郵船標誌塗裝的飛鳥級貨櫃船，陸續改為以洋紅色配上白色海洋網聯船務標誌的新塗裝，而在2018年建造中的飛鳥級貨櫃船則在交付前便已噴上新塗裝。

## 設計特徵
船隻船艙內可裝載18排×11層的貨櫃，甲板上則可裝載20排×9層的貨櫃。主機是由柴油聯合株式會社製造，芬蘭瓦錫蘭設計的瓦錫蘭W9X82柴油發動機，其56,564匹馬力的輸出可以滿足時速22.5海里。船體採用日本海洋聯合與JFE鋼鐵株式會社共同研發的"YP460"高張力鋼板以提高集裝箱裝載能力。

## 船隻列表
| 船名         | 曾用船名                 | 中文船名   | 造船編號 | IMO編號 | 呼號 | 動工日期      | 下水日期       | 交付日期       | 狀態   | 所有者           | 備註 | 參考資料      |
| ------------ | ------------------------ | ---------- | -------- | ------- | ---- | ------------- | -------------- | -------------- | ------ | ---------------- | ---- | ------------- |
| ONE Blue Jay | NYK Blue Jay (2016-2019) | 海聯冠藍鴉 | 5061     | 9741372 | 7KDP | 2015年3月30日 | 2015年9月25日  | 2016年2月22日  | 服役中 | 日本郵船船舶管理 |      | [ 12 ] [ 13 ] |
| ONE Ibis     | NYK Ibis (2016-2019)     | 海聯朱鷺   | 5062     | 9741384 | 3EYE | 2015年6月1日  |                | 2016年5月23日  | 服役中 | 中英船舶管理     |      | [ 14 ]        |
| ONE Eagle    | NYK Eagle (2016-2019)    | 海聯鷲     | 5063     | 9741396 | 7KEK | 2015年9月28日 | 2016年4月22日  | 2016年9月2日   | 服役中 | 日本郵船船舶管理 |      | [ 15 ]        |
| ONE Crane    | NYK Crane (2016-2019)    | 海聯鶴     | 5064     | 9741401 | H9NL | 2015年8月17日 |                | 2016年11月30日 | 服役中 | 中英船舶管理     |      | [ 16 ]        |
| ONE Hawk     | NYK Hawk (2017-2020)     | 海聯鷹     | 5075     | 9741413 | H3BL | 2015年12月1日 | 2016年11月18日 | 2017年3月31日  | 服役中 | 哥倫比亞船舶管理 |      | [ 17 ]        |
| ONE Falcon   | NYK Falcon (2017-2020)   | 海聯游隼   | 5076     | 9741425 | 7KGU | 2015年11月9日 | 2017年2月17日  | 2016年6月26日  | 服役中 | 日本郵船船舶管理 |      | [ 18 ]        |
| ONE Swan     | NYK Swan (2017-2020)     | 海聯白鳥   | 5077     | 9741437 | HOJR | 2015年11月9日 | 2017年5月19日  | 2017年9月22日  | 服役中 | 哥倫比亞船舶管理 |      | [ 19 ]        |
| ONE Owl      | NYK Owl (2017-2021)      | 海聯夜鴞   | 5078     | 9741449 | 7KBK | 2015年11月9日 | 2017年8月25日  | 2017年12月13日 | 服役中 | 日本郵船船舶管理 |      | [ 20 ]        |
| ONE Wren     | NYK Wren (2018-2021)     | 海聯鷦鷯   | 5111     | 9784776 | 7KBS | 2015年11月9日 | 2017年11月10日 | 2018年3月23日  | 服役中 | 日本郵船船舶管理 |      | [ 21 ]        |
| ONE Stork    |                          | 海聯白鸛   | 5112     | 9784788 | 7KCR | 2015年11月9日 | 2018年1月26日  | 2018年6月6日   | 服役中 | 日本郵船船舶管理 |      | [ 22 ]        |
| ONE Aquila   |                          | 海聯天鷹   | 5121     | 9806043 | H9LE | 2015年12月7日 | 2018年4月6日   | 2018年9月7日   | 服役中 | 日本郵船船舶管理 |      | [ 23 ] [ 24 ] |
| ONE Columba  |                          | 海聯鴿     | 5122     | 9806055 | 7KIX | 2015年12月7日 | 2018年6月22日  | 2018年11月16日 | 服役中 | 日本郵船船舶管理 |      | [ 25 ] [ 26 ] |
| ONE Grus     |                          | 海聯天鶴   | 5123     | 9806067 | 7KDT | 2015年12月7日 | 2018年9月14日  | 2019年1月25日  | 服役中 | 日本郵船船舶管理 |      | [ 27 ] [ 28 ] |
| ONE Apus     |                          | 海聯雨燕   | 5124     | 9806079 | 7KEG | 2015年12月7日 | 2018年11月30日 | 2019年4月12日  | 服役中 | 日本郵船船舶管理 |      | [ 29 ] [ 30 ] |
| ONE Cygnus   |                          | 海聯天鵝   | 5125     | 9806081 | 7KEP | 2015年12月7日 | 2019年2月15日  | 2019年7月4日   | 服役中 | 日本郵船船舶管理 |      | [ 31 ] [ 32 ] |

## 事故

### 海聯冠藍鴉號
2019年9月26日世界協調時間上午11時10分，海聯冠藍鴉號在駛入希臘比雷埃夫斯派拉马港時，與另一艘載有16人的土耳其籍油輪Gunece發生相撞，事故使油輪船上2名船員受傷，船體被撞穿，並出現向右傾斜的情況，當地港務局因此部署六艘拖船以防止油輪沉沒。

### 海聯雨燕號
2020年11月30日，當時正執航於FP2航線的海聯雨燕號（英語：ONE Apus）在鹽田港駛往長灘港途中於夏威夷西北方遭遇惡劣天氣，造成1,816個貨櫃落海，其中包括64個裝載危險品的貨櫃
。海洋網聯船務在事發後已經緊急聯繫檀香山和關島的聯合搜救協調中心協助打撈已落海的貨櫃，並且向海上船隻發布警告。船隻隨後暫停前往美國，駛回日本神戶港做損失評估
。

### 海聯鴿號
2025年2月28日晚上，準備靠泊香港現代貨箱碼頭2號泊位的海聯鴿號（英語：ONE Columba）在掉頭泊岸時船頭意外撞上當時靠泊在9號南泊位，隸屬於快桅航運船隊的柯利弗德•馬士基號（英語：Clifford Maersk），事故造成快桅船隻數十個貨櫃落海，海聯鴿號隨後照常靠泊2號泊位，進行損失評估和接受調查。

## 外部連結
- （英文）海洋網聯船務首頁 （页面存档备份，存于）

- （英文）日本郵船首頁 （页面存档备份，存于）

- （英文）日本海洋聯合首頁 （页面存档备份，存于）